# Géographie de Rhône-Alpes
La géographie de Rhône-Alpes est caractérisée par sa grande diversité : des Alpes, et son plus haut point le mont Blanc, à la vallée du Rhône où le fleuve coule, bordant ou passant par les huit départements de la région (l'Ain, l'Ardèche, la Drôme, l'Isère, la Loire, le Rhône, la Savoie et la Haute-Savoie), le relief rhônalpin est d'une forte hétérogénéité.

## Sous-ensemble naturels
À l'ouest, la région se compose de la partie orientale du Massif central :
- Monts et plaines du Forez
- Massif du Pilat
- Monts du Vivarais
- Monts du Beaujolais
- Monts du Lyonnais

Au centre, elle est traversée du nord au sud par les vallées de la Saône et du Rhône, encadrés de larges étendues au relief peu marqué (Bresse, Dombes, Bas-Dauphiné).
À l'est, la région est à nouveau montagneuse, avec les plis méridionaux du Jura et les Alpes du nord, fortement marqués par les dernières glaciations (larges vallées de l'Isère et de la Maurienne, lacs du Bourget et d'Annecy).